# Korita, Trebnje
Korita este o localitate din comuna Trebnje, Slovenia, cu o populație de 80 de locuitori.